# Krasnorzytka ciemna
Krasnorzytka ciemna (Cryptospiza jacksoni) – gatunek małego ptaka z rodziny astryldowatych (Estrildidae). Słabo poznany ptak występujący w Afryce Subsaharyjskiej. Nie jest zagrożony wyginięciem.

## Występowanie
Krasnorzytka ciemna zamieszkuje góry w Wielkim Rowie Zachodnim we wschodniej Demokratycznej Republice Konga, zachodniej Ugandzie, Rwandzie i Burundi.

## Systematyka

### Taksonomia
Gatunek po raz pierwszy opisany naukowo przez Richarda Sharpe’a w 1902 roku. Opis ukazał się w czasopiśmie „Bulletin of the British Ornithologists’ Club”. Jako miejsce typowe autor wskazał Ruwenzori na granicy Demokratycznej Republiki Konga z Ugandą. Holotyp (dorosły samiec, nr. 1902.12.8.3.) został zebrany przez Fredericka Jacksona w lutym 1902 roku. Takson monotypowy, nie wyróżniono podgatunków.

### Etymologia
Nazwa rodzajowa jest połączeniem słów z języka greckiego: κρυπτος kruptos – „ukryty, niejasny” oraz σπιζα spiza – „zięba” (σπιζω spizō – „ćwierkać”). Epitet gatunkowy honoruje Sir Fredericka Jacksona (1860–1929), angielskiego odkrywcę, administratora kolonialnego, wicegubernatora Brytyjskiej Afryki Wschodniej w latach 1907–1911, gubernatora Ugandy w latach 1911–1917, przyrodnika oraz kolekcjonera.

## Morfologia
Długość ciała 11 cm, masa ciała średnio 14 g. U samca większość głowy i karku czerwono-szare, górna część ciała ciemnoszkarłatnoczerwona, ogon i pokrywy nadskrzydłowe czarniawoszare. Bok szyi do brody, gardło i spód ciała koloru ciemnoszarego, na boku pod skrzydłem czerwona łata. Tęczówki ciemnobrązowe, pierścień wokół oka różowy. Dziób czarny, nogi ciemnooliwkowobrązowe. Samica przypomina samca, ale ma mniej czerwonego koloru na głowie, który ogranicza się do obszaru wokół czoła i oczu, pierścień wokół oczu szary. Osobniki młodociane są podobne do samicy, ale brakuje im koloru czerwonego na głowie i bokach, tył ciała i zad ciemnoczerwono-szary.

### Głos
Odzywa się miękkim „tziik” lub „tsit”, również miękkim, wibrującym trelem „giigiigiigii”. Czasami można usłyszeć piskliwe gwizdy „piiiii”.

## Ekologia

### Siedlisko i pokarm
Gatunek osiadły, zamieszkujący górskie lasy o gęstym podszycie, paprocie, wrzośce, bambusy, polany wzdłuż dróg leśnych, tereny upraw w pobliżu lasów oraz obszary wysiewu traw. Występuje na wysokości 1500–2700 m n.p.m. (według IUCN do 3200 m n.p.m.).
Odżywia się małymi nasionami trawy opadłymi na ziemię, jak również chwyta także chrząszcze (Coleoptera) i małe ślimaki. Pokarm zdobywa głównie w parach lub małych grupach.

### Rozród
Zapisy zachowań rozrodczych pochodzą z większości miesięcy w Demokratycznej Republice Konga, zaś w Ugandzie z maja i z września. Podczas zalotów samiec trzyma materiał do budowy gniazda w dziobie, strosząc pióra na brzuchu i bokach, kieruje głowę w stronę partnerki, podskakując w górę i w dół. Gniazdo zbudowane jest z trawy i mchu, i umieszczone jest na wysokości 1,6 m między gałęziami, blisko pnia drzewa cyprysowego. Jedno z gniazd zostało zbudowane z trawy, wyścielone włosami i piórami, 4 m nad ziemią na cyprysie. Samica składa 2 jaja. Wewnątrz dzioba pisklęcia znajdują się jasnożółte brodawki, dwie powyżej i dwie poniżej kącika ust po każdej stronie, podniebienie koloru żółtego z trzema dużymi trójkątnymi plamami i dwiema małymi plamkami za nimi. Brak dalszych danych na temat wychowu młodych.

## Status
W Czerwonej księdze gatunków zagrożonych Międzynarodowej Unii Ochrony Przyrody został zaliczony do kategorii LC (najmniejszej troski). Globalna populacja tego gatunku jest nieznana. Trend liczebności populacji oceniany jest jako spadkowy ze względu na utratę siedlisk leśnych.